# اچ‌ام‌اس اورونتس (۱۸۱۳)
اچ‌ام‌اس اورونتس (۱۸۱۳) (به انگلیسی: HMS Orontes (1813)) یک کشتی بود که طول آن ۱۴۲ فوت ۱۰٫۵ اینچ (۴۳٫۵۴۸ متر) بود. این کشتی در سال ۱۸۱۳ ساخته شد.